# Juan Ginés Orellana
Juan Orellana (1 de mayo de 1997; Burruyacú, Tucumán, Argentina) es un futbolista argentino que juega como defensor en San Martín de Tucumán, de la Primera Nacional.
Su posición principal es la de defensor central aunque también puede jugar como lateral derecho.

## Trayectoria
Debutó profesionalmente el 6 de marzo de 2019 en la victoria ante Agropecuario en un partido correspondiente a la Copa Argentina. Cuatro días después debutaría en la Superliga Argentina en la victoria 3 a 1 sobre Huracán en el Estadio Tomás Adolfo Dulcó. Esa temporada terminaría diputando seis partidos mostrando mucha solidez sobre el terreno de juego.
Ese buen nivel mostrado en la última etapa de la temporada lo colocaba como uno de los pilares para la reconstrucción del equipo "santo" que buscaría volver a primera división luego de perder la categoría, pero una lesión ligamentaria lo terminaría marginando durante gran parte del campeonato 2019-20.
Anotaría su primer gol en la victoria 2 a 0 sobre Estudiantes de Río Cuarto por la cuarta fecha de la Primera Nacional 2022.
El 26 de mayo de 2025 jugó su partido número 100 con la camiseta de San Martín, en la victoria 2 a 1 frente a Quilmes, por la jornada 16 del Campeonato de Primera Nacional 2025.

## Estadísticas

### Clubes
Actualizado de acuerdo al último partido jugado el 17 de agosto de 2025.
| Club                     | Div.          | Temporada     | Liga  | Liga  | Liga   | Copas nacionales | Copas nacionales | Copas nacionales | Torneos internacionales | Torneos internacionales | Torneos internacionales | Total | Total | Total  |
| Club                     | Div.          | Temporada     | Part. | Goles | Asist. | Part.            | Goles            | Asist.           | Part.                   | Goles                   | Asist.                  | Part. | Goles | Asist. |
| ------------------------ | ------------- | ------------- | ----- | ----- | ------ | ---------------- | ---------------- | ---------------- | ----------------------- | ----------------------- | ----------------------- | ----- | ----- | ------ |
| San Martín (T) Argentina | 1.ª           | 2018-19       | 3     | 0     | 0      | 3                | 0                | 0                | —                       | —                       | —                       | 6     | 0     | 0      |
| San Martín (T) Argentina | 2.ª           | 2019-20       | —     | —     | —      | 1                | 0                | 0                | —                       | —                       | —                       | 1     | 0     | 0      |
| San Martín (T) Argentina | 2.ª           | 2020          | 6     | 0     | 0      | —                | —                | —                | —                       | —                       | —                       | 6     | 0     | 0      |
| San Martín (T) Argentina | 2.ª           | 2021          | 12    | 0     | 0      | —                | —                | —                | —                       | —                       | —                       | 12    | 0     | 0      |
| San Martín (T) Argentina | 2.ª           | 2022          | 10    | 1     | 1      | —                | —                | —                | —                       | —                       | —                       | 10    | 1     | 1      |
| San Martín (T) Argentina | 2.ª           | 2023          | 23    | 0     | 1      | 1                | 0                | 0                | —                       | —                       | —                       | 24    | 0     | 1      |
| San Martín (T) Argentina | 2.ª           | 2024          | 34    | 2     | 0      | —                | —                | —                | —                       | —                       | —                       | 34    | 2     | 0      |
| San Martín (T) Argentina | 2.ª           | 2025          | 10    | 0     | 1      | 1                | 0                | 0                | —                       | —                       | —                       | 11    | 0     | 1      |
| San Martín (T) Argentina | Total club    | Total club    | 98    | 3     | 3      | 6                | 0                | 0                | 0                       | 0                       | 0                       | 104   | 3     | 3      |
| Total carrera            | Total carrera | Total carrera | 98    | 3     | 3      | 6                | 0                | 0                | 0                       | 0                       | 0                       | 104   | 3     | 3      |
| 1. 2.                    |               |               |       |       |        |                  |                  |                  |                         |                         |                         |       |       |        |